# Komiža
Komiža este un oraș în cantonul Split-Dalmația, Croația, având o populație de 1.526 de locuitori (2011).

## Demografie
Componența etnică a orașului Komiža
     Croați (96,26%)
     Albanezi (1,38%)
     Necunoscut (0,2%)
     Neclasificat (1,57%)
Componența confesională a orașului Komiža
     Catolici (88,07%)
     Fără religie și atei (5,77%)
     Musulmani (1,57%)
     Necunoscută (2,69%)
     Alte religii (1,9%)
Conform recensământului din 2011, orașul Komiža avea 1.526 de locuitori. Din punct de vedere etnic, majoritatea locuitorilor (96,26%) erau croați, cu o minoritate de albanezi (1,38%). Apartenența etnică nu este cunoscută în cazul a 0,2% din locuitori. Din punct de vedere confesional, majoritatea locuitorilor (88,07%) erau catolici, existând și minorități de persoane fără religie și atei (5,77%) și musulmani (1,57%). Pentru 2,69% din locuitori nu este cunoscută apartenența confesională.

## Vezi și
- Ranko Marinković